# Free Guy
Free Guy (bra: Free Guy - Assumindo o Controle; prt: Free Guy: Herói Improvável) é um filme de ficção científica, ação e comédia americano de 2021, produzido pela 20th Century Studios e dirigido por Shawn Levy a partir de um roteiro de Matt Lieberman e Zak Penn e uma história de Lieberman. O filme tem Ryan Reynolds e Taika Waititi em seu elenco.
O filme estreou na seção Piazza Grande do 74º Festival Internacional de Cinema de Locarno, na Suíça, em 10 de agosto de 2021. Após um adiamento de um ano por causa da pandemia de COVID-19, Free Guy foi lançado nos cinemas dos Estados Unidos em 13 de agosto de 2021, nos formatos RealD 3D, IMAX e Dolby Cinema, pela Walt Disney Studios Motion Pictures. O filme arrecadou US$ 331 milhões em todo o mundo, tornando-se o décimo filme de maior bilheteria de 2021 até o momento e recebeu críticas geralmente positivas dos críticos, que elogiaram o conceito inteligente e o compararam favoravelmente a uma combinação de videojogos de ação e filmes de ficção científica, como Jogador Nº1, O Show de Truman, Matrix, Grand Theft Auto e Fortnite.

## Enredo
Guy é um personagem não jogável (NPC) em Free City, um MMORPG desenvolvido pela Soonami Studio. Sem saber que o mundo em que vive é um jogo, ele trabalha como caixa de banco ao lado de seu melhor amigo Buddy, o segurança do banco.
No mundo real, Millie Rusk está tentando encontrar evidências de que o código-fonte que ela escreveu junto com seu amigo Walter "Keys" McKey foi roubado pelo desenvolvedor chefe da Soonami, Antwan Hovachelik. Keys é solidário com seus esforços, mas se recusa a ajudá-la porque aceitou um emprego trabalhando para Antwan. No jogo, Millie, que joga como Menina Molotov, chama a atenção de Guy cantando sua música favorita, "Fantasy" de Mariah Carey, fazendo-o se desviar de sua programação. Após pegar os óculos de um jogador que estava assaltando o banco, Guy vê a interface do jogo e tenta alcançar Millie.
Keys e seu colega de trabalho Mouser, acreditando que Guy é um hacker disfarçado de NPC, tentam, sem sucesso, bani-lo do jogo. Guy encontra Millie no Stash, um complexo bem guardado que contém evidências de seu código-fonte. Pensando que Guy é um jogador novato, ela o aconselha a subir de nível após falhar na invasão. Progredindo rapidamente no jogo completando missões com benevolência, ele se destaca dos outros jogadores e se torna uma sensação mundial conhecida como "Blue Shirt Guy".
Guy ajuda Millie a escapar do Stash depois de sua segunda tentativa de invasão. Millie fica perplexa quando Guy tenta beijá-la, pois essa função não está disponível no jogo. Keys revela a Millie que Guy é realmente um NPC e que sua autoconsciência veio de um código de inteligência artificial contendo as preferências pessoais de Millie que Keys havia incluído em Life Itself, o jogo original que eles desenvolveram. Isso levou Guy a desenvolver um interesse romântico por Millie, enquanto suas interações com outros NPCs os levaram a também desenvolver autoconsciência.
Keys concorda em ajudar Millie a recuperar seu código antes que Free City seja apagado dos servidores da Soonami para abrir caminho para Free City 2. Quando Millie conta a Guy a verdade de sua situação, ele fica frustrado com sua realidade e rompe seu relacionamento. Depois de conversar com Buddy, ele percebe que há algo mais em sua realidade.
Com as conexões de segurança de Buddy, eles entram no Stash novamente e descobrem que o jogador que o possui é fã de Guy e está disposto a dar-lhes as provas, que Guy dá a Millie. Como a popularidade contínua de Guy ameaça o lançamento de Free City 2, Antwan ordena uma reinicialização que remove temporariamente as memórias de Guy. Millie restaura sua consciência beijando-o, e ele se lembra da localização da ilha, a única parte restante do life itself e prova do código original de Millie e Keys.
Enquanto Guy e Millie viajam para a ilha, Antwan ordena a Mouser que ele os mate, mas suas tentativas são subvertidas por Keys, que também transmitiu o evento ao vivo. Antwan demite Keys e envia Dude, uma versão musculosa e inacabada de Guy desenvolvida para o Free City 2. À beira da derrota, Guy coloca seus óculos em Dude, distraindo-o e permitindo que Guy chegue à ilha.
Em uma última tentativa de parar Guy, Antwan começa a destruir os servidores do jogo com um machado, apagando Buddy no processo, bem como demitindo Mouser quando ele se opõe. Antes que ele possa destruir o último servidor, Millie oferece um acordo para desistir de seu processo, dando a ele os direitos de seu código e entregando os lucros da franquia Free City a ele, em troca do último servidor. Antwan aceita e os habitantes do jogo são salvos.
Sem o apoio de Millie e Keys, Free City 2 é um fracasso catastrófico no lançamento, enquanto Antwan é vilipendiado pela mídia e preso por roubo e danos criminais. Keys, Mouser e Millie lançam Free Life usando seu código recuperado, incluindo Guy, Dude e os outros personagens de Free City. No jogo, Guy revela a Millie que seu código é na verdade uma carta de amor para ela de Keys. Millie sai do jogo e ela e Keys se beijam. Enquanto isso, Guy se reúne com Buddy, e eles começam a viver suas próprias vidas.

## Elenco
- Ryan Reynolds como Guy
- Taika Waititi com Antwan[11][12]
- Jodie Comer como Millie Rusk / Molotov Girl[13]
- Utkarsh Ambudkar como Mouser[14]
- Joe Keery como Keys
- Camille Kostek como Bela[15]
- Lil Rel Howery como Buddy
- Britne Oldford como Missy

As personalidades do YouTube Seán William McLoughlin, Tyler Blevins, Imane Anys e Lannan Eacott fazem participações especiais no filme. O ator Chris Evans, a anfitriã do Good Morning America, Lara Spencer e, postumamente, o apresentador do Jeopardy!, Alex Trebek, fazem participações especiais como si próprios. Channing Tatum aparece como o avatar Revenjamin Buttons. Outras participações especiais de voz no filme incluem  Tina Fey como a mãe de Keith (Matty Cardarople), o jogador que controla Buttons; Hugh Jackman como um avatar mascarado em um beco; Dwayne Johnson como um assaltante de banco; e John Krasinski como um jogador visto em sombra.

## Produção
Em agosto de 2016, Matt Lieberman passou três semanas escrevendo o primeiro rascunho do roteiro de especificações para Free Guy. Depois de ter sido concluído, o roteiro foi vendido e colocado em desenvolvimento na 20th Century Fox antes de sua aquisição pela Disney e foi um dos primeiros filmes da Fox a continuar a produção após ser comprada pela Disney, bem como com o novo nome do estúdio, 20th Century Studios. O diretor Shawn Levy leu o roteiro originalmente em 2016, mas o rejeitou. Vários anos depois, Levy foi apresentado a Ryan Reynolds por Hugh Jackman, um amigo em comum, e os dois decidiram trabalhar em Free Guy depois de releerem o roteiro juntos. Reynolds, que produziu o filme junto com Levy, disse: "Eu não estou totalmente imerso e envolvido em algo desde Deadpool".
Em 3 de outubro de 2019, a 20th Century Fox lançou um vídeo promocional "Meet the Cast", no qual Reynolds e Waititi afirmam que têm o prazer de ter a oportunidade de trabalhar juntos pela primeira vez, apesar de Comer e Keery salientando que eles trabalharam juntos anteriormente no filme criticado Lanterna Verde (2011).

### Filmagens
O filme começou a fotografia principal em Boston em maio de 2019, incluindo o centro financeiro da cidade. As filmagens também ocorreram no centro de Worcester, Massachusetts, e Framingham, Massachusetts, no antigo prédio do Framingham Bank.

### Design e referências culturais
Enquanto o mundo do jogo se compara aos de Grand Theft Auto e Fortnite, o designer de produção Ethan Tobman disse que o design do mundo se inspirou mais em jogos como SimCity, The Sims e Red Dead Redemption 2. Ao longo do filme, várias armas extraídos de outros jogos de vídeo e cinema franquias são utilizados, incluindo um Mega Buster, um sabre de luz da franquia Star Wars, uma das picaretas do Fortnite, a arma gravitacional de Half-Life 2, a arma de portal de Portal, o escudo do Capitão América e o punho de Hulk. Depois que o filme foi adquirido pela Disney, dona das franquias Marvel e Star Wars, os cineastas pediram permissão para usar armas icônicas como um sabre de luz e o escudo do Capitão América e obtiveram permissão para usar todas as coisas que desejassem.

## Música
A trilha sonora do filme foi composta por Christophe Beck. Levy originalmente pretendia usar a música "Your Love" do The Outfield, mas Reynolds sugeriu usar "Fantasy" de Mariah Carey. Reynolds conversou com Carey sobre como obter permissão para usá-la e ela permitiu que eles usassem a música durante todo o filme. Uma versão cover de "Fantasy" cantada por Jodie Comer também foi usada no filme.

## Marketing
Durante a CCXP, Ryan Reynolds, Joe Keery e Shawn Levy trouxeram o trailer e duas cenas exclusivas de Free Guy, além de terem divulgado o cartaz do filme.
Em julho de 2021, Reynolds lançou um vídeo no YouTube intitulado Deadpool and Korg React, no qual reprisou seu papel como Wade Wilson/Deadpool da série de filmes X-Men e Waititi reprisou seu papel como Korg do Universo Cinematográfico Marvel reagindo ao trailer de Free Guy.
Em 12 de agosto de 2021, o personagem Dude se tornou uma roupa no videogame Fortnite ao lado de uma série de missões colocadas no jogo para permitir aos jogadores desbloquear um emote com a voz de Reynolds.
A equipe de marketing de Free Guy criou cartazes que parodiam o estilo de outros jogos, incluindo Super Mario 64, Minecraft, Among Us, Grand Theft Auto: Vice City, Mega Man, Street Fighter II, Doom, e Animal Crossing: New Horizons.

## Lançamento
Free Guy foi lançado nos cinemas dos Estados Unidos em 13 de agosto de 2021 nos formatos RealD 3D, IMAX e Dolby Cinema. Foi o primeiro filme da Walt Disney Studios durante a pandemia lançado exclusivamente nos cinemas por 45 dias antes de ser lançado em serviços de streaming como Disney+ (incluindo Premier Access) ou Hulu/Disney+ Star.
O filme estava inicialmente programado para ser lançado em 3 de julho de 2020, mas foi adiado por causa da pandemia de COVID-19. Ele foi então adiado para 11 de dezembro de 2020. Em novembro de 2020, o estúdio removeu o filme, junto com Morte no Nilo, de sua próxima programação de lançamento até novo aviso. No mês seguinte, o filme foi remarcado para 21 de maio de 2021. Em março, Ryan Reynolds anunciou que o filme foi adiado para sua data de agosto.
O filme estreou na seção Piazza Grande do 74º Festival Internacional de Cinema de Locarno, na Suíça, em agosto de 2021.

### Home media
Free Guy foi lançado digitalmente em 28 de setembro de 2021 nos Estados Unidos, 45 dias após seu lançamento nos cinemas, e estará em Blu-ray Ultra HD, DVD e Blu-ray pela Walt Disney Studios Home Entertainment em 12 de outubro de 2021.

## Recepção

### Bilheteria
Free Guy arrecadou US$ 121,4 milhões nos Estados Unidos e Canadá e US$ 209,7 milhões em outros territórios, para um total mundial de US$ 331,2 milhões.
Nos Estados Unidos e no Canadá, Free Guy foi lançado ao lado de Respect e Don't Breathe 2 e foi inicialmente projetado para arrecadar US$ 15-18 milhões em 4.165 cinemas em seu fim de semana de estreia. No entanto, depois de fazer US$ 10,5 milhões em seu primeiro dia (incluindo US$ 2,2 milhões nas prévias de quinta-feira à noite), as estimativas foram aumentadas para US$ 26 milhões. Ele estreou com US$ 28,4 milhões, liderando as bilheterias. O filme arrecadou US$ 18,5 milhões em seu segundo fim de semana, permanecendo em primeiro. A queda de apenas 34% marcou o menor declínio no segundo fim de semana de qualquer grande lançamento do verão, e o segundo melhor da carreira de Reynolds. Embora tenha sido destronado pelo recém-chegado A Lenda de Candyman, o filme continuou a se manter bem em seu terceiro fim de semana, caindo apenas 27%, para US$ 13,6 milhões.

### Crítica especializada
No agregador de críticas Rotten Tomatoes, o filme tem uma taxa de aprovação de 82% com base em 224 resenhas, com uma classificação média de 7,10 / 10. O consenso dos críticos do site diz: "Combinando um conceito inteligente, humor doce e autoconsciente e um elenco charmoso, Free Guy é uma diversão frívola." No Metacritic, o filme tem uma pontuação média ponderada de 62 em 100 com base em 50 críticos, indicando "críticas geralmente favoráveis." O público entrevistado pela CinemaScore deu ao filme uma nota média de "A" em uma escala de A + a F.
Escrevendo para a Variety, Peter Debruge chamou o filme de "às vezes uma mistura pesada de sucessos de bilheteria como Matrix e Uma Aventura LEGO" e disse que "Free Guy é muito divertido, apesar do fato de Levy e os roteiristas parecerem estar mudando as regras à medida que avançam.". A.A. Dowd, do The A.V. Club, deu ao filme uma nota C+ e disse: "Apesar de todo o caos casual, Free Guy acabou sendo um grande sucesso de público, um blockbuster de alto conceito com sorvete de chiclete obstruindo seus circuitos.". Dowd comparou o filme com O Show de Truman, dizendo "Reynolds replica aquele sorriso ligeiramente perturbado de Truman Burbank, mas não o desespero por trás dele.". Richard Roeper, do Chicago Sun-Times, elogiou tanto o "escalação perfeita" de Reynolds quanto a "soberba e charmosa Jodie Comer". Atribuindo ao filme três de quatro estrelas, ele escreveu "Em grande parte graças ao trabalho vibrante, engraçado, doce e cativante de Reynolds e Comer, Free Guy entrega".

## Sequência
Em 14 de agosto de 2021, após o sucesso do filme no primeiro dia de bilheteria, Reynolds confirmou que a Disney quer uma sequência.